# Tonbergbaumuseum Siershahn

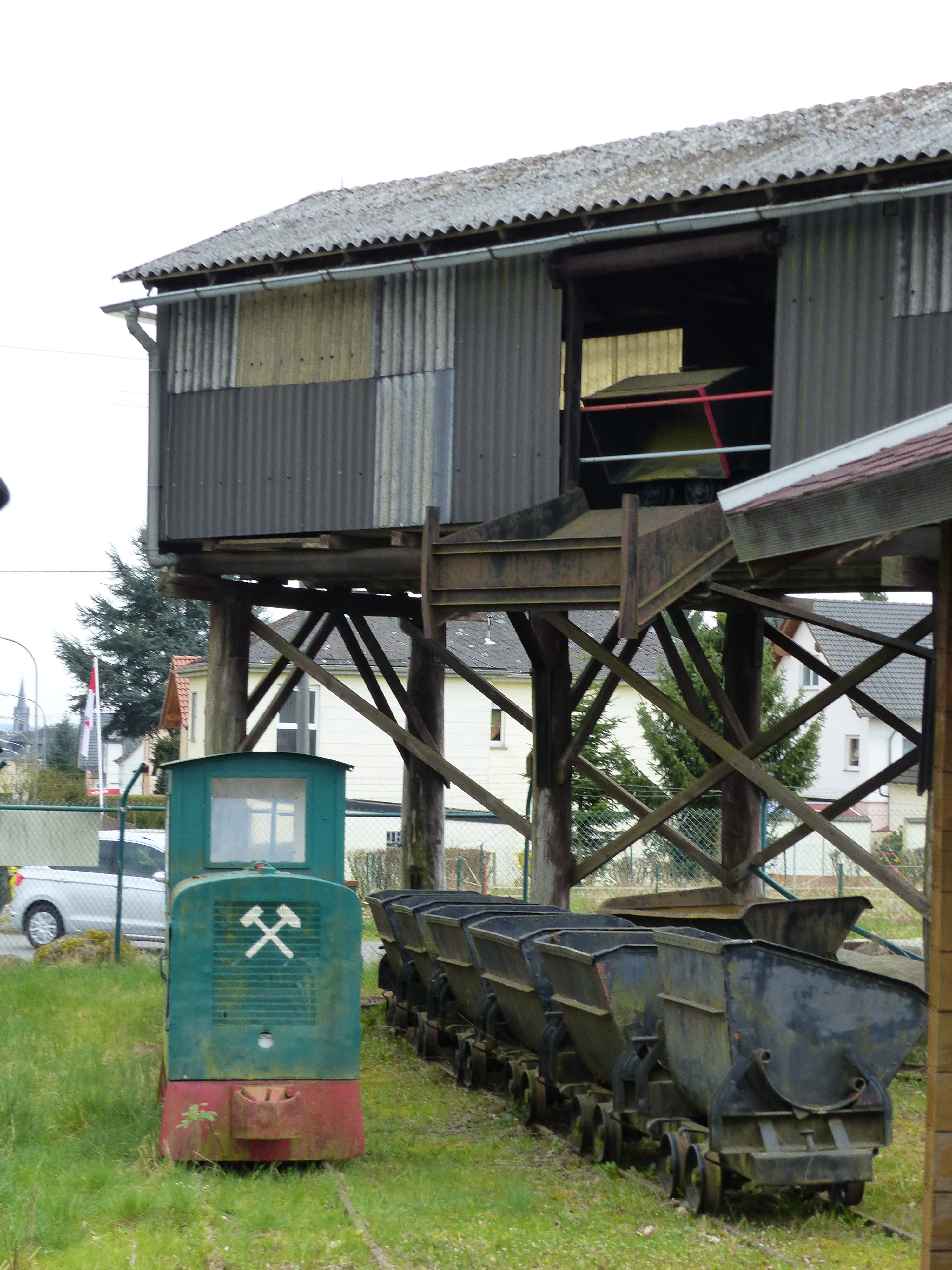
Außenanlage des Museums

Das Tonbergbaumuseum Siershahn ist ein Museum der Industriegeschichte in Siershahn im deutschen Bundesland Rheinland-Pfalz, das die Geschichte des bergmännischen Tonabbaus im Westerwald dokumentiert.
Als sogenannter Geopunkt ist es Teil des Nationalen Geoparks Westerwald-Lahn-Taunus.

## Geschichte und Ausstellungskonzept
Im Westerwald wurde seit dem Mittelalter Ton abgebaut. Zunächst in offenen sogenannten Glockenschächten, später auch in Bergwerken. Bis 1989 gab es in dem Gebiet 32 Schachtanlagen, von denen eine, die Gute Hoffnung, 1961 eröffnet, vom Tonbergbauverein Westerwald erworben und restauriert werden konnte. Die Außenanlagen der Grube werden heute als Museum genutzt, das in seiner Ausstellung Exponate zu verschiedenen Themen aufweist:
- Karten und Abbildungen zur Geologie und Entstehung der Tonlagerstätten im Westerwald
- Darstellung der Geschichte des Tonabbaus vom mittelalterlichen einfachen Schacht bis zum modernen Tagebau
- Rekultivierung und Folgenutzung ehemaliger Tongruben